# Break It Up (chanson de Scooter)
Singles de Scooter
I'm Raving
(1996) Fire
(1997)
Break It Up est une chanson de Scooter extraite de l'album Wicked! et sortie en novembre 1996.

## Liste des pistes
| 1. | Break It Up             | 3:38 |
| 2. | Break It Up (Unplugged) | 3:36 |
| 3. | Wednesday (Kontor Mix)  | 6:52 |

## Classements

### Classements hebdomadaires
| Classement (1995)                  | Meilleure position |
| ---------------------------------- | ------------------ |
| Allemagne (Media Control AG)       | 15                 |
| Autriche (Ö3 Austria Top 40)       | 18                 |
| Finlande (Suomen virallinen lista) | 13                 |
| Royaume-Uni (UK Singles Chart)     | 83                 |
| Suisse (Schweizer Hitparade)       | 44                 |